# Callipo Sport 2014-2015
Questa voce raccoglie le informazioni riguardanti la Callipo Sport nelle competizioni ufficiali della stagione 2014-2015.

## Stagione
La stagione 2014-15 è per la Callipo Sport, sponsorizzata dalla Tonno Callipo e dalla regione Calabria, la quinta in Serie A2: la società infatti, nonostante aveva il diritto di partecipazione alla Serie A1, cede i diritti sportivi al Powervolley Milano, acquistando proprio dalla squadra milanese quelli per partecipare al campionato cadetto. Viene quasi del tutto rivoluzionata la squadra, con l'arrivo del nuovo allenatore Ferdinando De Giorgi, poi sostituito da Luca Monti, e le poche conferme di giocatori come Marcello Forni, Luca Presta e Mauro Gavotto: tra i nuovi acquisti quelli di Giacomo Sintini, Bruno Zanuto, Filippo Vedovotto e Andrea Cesarini, mentre tra le cessioni quelle di Alberto Cisolla, František Ogurčák, Luigi Randazzo, Patrick Steuerwald, Ángel Trinidad, Pablo Crer e Alessandro Farina, quest'ultimo ritiratosi.
Il campionato si apre con la sconfitta ad opera della Pallavolo Impavida Ortona, mentre nella giornata successiva arriva la prima vittoria contro la Tuscania Volley: a questa ne seguono altre quattro, prima di un nuovo stop contro l'Argos Volley; dopo il successo sulla Pallavolo Azzurra Alessano, la squadra di Vibo Valentia conclude il girone di andata con tre sconfitte consecutive che la portano al settimo posto, qualificandosi alla Coppa Italia di categoria. Il girone di ritorno ha inizio con due insuccessi, a cui però fanno seguito quattro vittorie: il resto della regular season è segnato da vittorie nelle gare casalinghe e da sconfitte nelle gare in trasferta. Il sesto posto finale in classifica permette l'accesso ai play-off promozione: tuttavia il club calabrese è già eliminato ai quarti di finale a seguito della sconfitta sia in gara 1 che in gara 2 contro il Volley Potentino.
La Callipo Sport partecipa alla Coppa Italia di Serie A2 grazie al settimo posto al termine del girone di andata della Serie A2 2014-15; nei quarti di finale incontra l'Argos Volley, che batte in trasferta per 3-2, accedendo alla Final Four di Chieti: in semifinale ha la meglio sulla Pallavolo Impavida Ortona, mentre in finale si aggiudica la gara al tie-break contro il Volley Potentino, vincendo il trofeo per la seconda volta.

## Organigramma societario
Area direttiva
- Presidente: Filippo Callipo
- Vicepresidente: Giacinto Callipo
- Supervisore generale: Michele Ferraro
- Responsabile segreteria: Carmen Maduli
- Amministrazione: Tino Cascia

Area organizzativa
- Team manager: Giuseppe Defina
- Direttore sportivo: Francesco Prestinenzi
- Addetto agli arbitri: Daniele Viviona
- Assistente spirituale: Enzo Varone
- Magazzino: Baah Isaac, Franco Nesci, Rosario Pardea
- Manager del palasport: Ivan Ieracitano

Area tecnica
- Allenatore: Ferdinando De Giorgi (fino al 27 dicembre 2014), Luca Monti (dal 29 dicembre 2014)
- Allenatore in seconda: Antonio Valentini
- Responsabile settore giovanile: Tonino Chirumbolo
- Segretario settore giovanile: Dario Palmieri

Area comunicazione
- Addetto stampa: Francesco Latino Iannello
- Speaker: Rino Putrino

Area marketing
- Responsabile marketing: Cinzia Ieracitano

Area sanitaria
- Medico: Antonio Ammendola
- Preparatore atletico: Pasquale Piraino
- Fisioterapista: Michele Cespites, Filippo Fuduli
- Osteopata: Angelo Pellicori
- Nutrizionista: Vincenzo Capilupi

## Rosa
| N° | Nome                 | Ruolo | Data di nascita | Nazionalità sportiva |
| -- | -------------------- | ----- | --------------- | -------------------- |
| 1  | Luka Medić           | S/O   | 4 agosto 1993   | Serbia               |
| 2  | Giacomo Sintini      | P     | 16 gennaio 1979 | Italia               |
| 3  | Andrea Cesarini      | L     | 22 luglio 1987  | Italia               |
| 4  | Stanislav Korniienko | S     | 19 ottobre 1985 | Ucraina              |
| 5  | Manuele Marchiani    | P     | 5 aprile 1989   | Italia               |
| 6  | Viktors Koržeņevičs  | C     | 9 luglio 1986   | Lettonia             |
| 7  | Bartosz Janeczek     | S/O   | 12 luglio 1987  | Polonia              |
| 8  | Marcello Forni       | C     | 11 agosto 1980  | Italia               |
| 9  | Filippo Vedovotto    | S     | 2 dicembre 1990 | Italia               |
| 11 | Bruno Zanuto         | S     | 3 marzo 1983    | Italia               |
| 12 | Simone Sardanelli    | L     | 3 maggio 1994   | Italia               |
| 14 | Alessandro Paoli     | C     | 19 marzo 1984   | Italia               |
| 15 | Mauro Gavotto        | S/O   | 16 aprile 1979  | Italia               |
| 17 | Giuseppe Feroleto    | S     | 25 giugno 1991  | Italia               |
| 18 | Luca Presta          | C     | 6 dicembre 1995 | Italia               |

## Mercato
| Acquisti | Acquisti             | Acquisti          | Acquisti   |
| R.       | Nome                 | da                | Modalità   |
| -------- | -------------------- | ----------------- | ---------- |
| L        | Andrea Cesarini      | Molfetta          | definitivo |
| S        | Giuseppe Feroleto    | Pescara 3         | definitivo |
| S        | Stanislav Korniienko | Favoryt           | definitivo |
| C        | Viktors Koržeņevičs  | Rennes            | definitivo |
| P        | Manuele Marchiani    | Città di Castello | definitivo |
| S/O      | Luka Medić           | Spartak Subotica  | definitivo |
| C        | Alessandro Paoli     | Padova            | definitivo |
| P        | Giacomo Sintini      | Trentino          | definitivo |
| S        | Filippo Vedovotto    | Padova            | definitivo |
| S        | Bruno Zanuto         | Molfetta          | definitivo |

| Cessioni | Cessioni            | Cessioni             | Cessioni   |
| R.       | Nome                | a                    | Modalità   |
| -------- | ------------------- | -------------------- | ---------- |
| S        | Alberto Cisolla     | Impavida Ortona      | definitivo |
| C        | Pablo Crer          | Bolívar              | definitivo |
| L        | Alessandro Farina   | -                    | ritirato   |
| C        | Viktors Koržeņevičs | ?                    | definitivo |
| S        | František Ogurčák   | AZS Olsztyn          | definitivo |
| L        | Miha Plot           | ACH Volley           | definitivo |
| C        | Simone Scopelliti   | Cinquefrondi         | definitivo |
| P        | Patrick Steuerwald  | Saint-Nazaire        | definitivo |
| S        | Luigi Randazzo      | Città di Castello    | definitivo |
| P        | Ángel Trinidad      | Bühl                 | definitivo |
| S        | Stefano Thiaw       | Olimpia Sant'Antioco | definitivo |
| S/O      | Andrés Villena      | Matera Bulls         | definitivo |

## Risultati

### Serie A2

#### Girone di andata
| 1ª giornata - 19 ottobre 2014 Palasport Comunale, Ortona           | Impavida Ortona   | 3 - 1 | Callipo          | 15-25, 25-17, 25-16, 25-18       |
| 2ª giornata - 26 ottobre 2014 PalaValentia, Vibo Valentia          | Callipo           | 3 - 0 | Tuscania         | 25-14, 25-23, 25-22              |
| 3ª giornata - 2 novembre 2014 PalaSanFilippo, Brescia              | Atlantide Brescia | 1 - 3 | Callipo          | 18-25, 26-24, 7-25, 16-25        |
| 4ª giornata - 9 novembre 2014 PalaGrotte, Castellana Grotte        | Materdomini       | 0 - 3 | Callipo          | 22-25, 22-25, 23-25              |
| 5ª giornata - 16 novembre 2014 PalaValentia, Vibo Valentia         | Callipo           | 3 - 2 | Matera Bulls     | 30-28, 25-20, 25-27, 24-26, 15-7 |
| 6ª giornata - 23 novembre 2014 PalaBigi, Reggio nell'Emilia        | Tricolore         | 0 - 3 | Callipo          | 18-25, 21-25, 14-25              |
| 7ª giornata - 30 novembre 2014 PalaValentia, Vibo Valentia         | Callipo           | 0 - 3 | Argos            | 23-25, 22-25, 23-25              |
| 8ª giornata - 7 dicembre 2014 Palazzetto dello Sport, Tricase      | Alessano          | 2 - 3 | Callipo          | 18-25, 26-24, 20-25, 25-17, 8-15 |
| 9ª giornata - 14 dicembre 2014 PalaValentia, Vibo Valentia         | Callipo           | 1 - 3 | Potentino        | 24-26, 23-25, 25-20, 19-25       |
| 10ª giornata - 21 dicembre 2014 PalaValentia, Vibo Valentia        | Callipo           | 1 - 3 | Libertas Brianza | 25-17, 21-25, 22-25, 20-25       |
| 11ª giornata - 26 dicembre 2014 PalaCorigliano, Corigliano Calabro | Corigliano Volley | 3 - 1 | Callipo          | 25-20, 20-25, 25-22, 25-11       |

#### Girone di ritorno
| 12ª giornata - 3 gennaio 2015 PalaValentia, Vibo Valentia            | Callipo          | 2 - 3 | Impavida Ortona   | 20-25, 25-23, 23-25, 27-25, 10-15 |
| 13ª giornata - 14 gennaio 2015 Palazzetto dello Sport, Montefiascone | Tuscania         | 3 - 2 | Callipo           | 30-28, 27-29, 22-25, 26-24, 17-15 |
| 14ª giornata - 18 gennaio 2015 PalaValentia, Vibo Valentia           | Callipo          | 3 - 0 | Atlantide Brescia | 25-16, 25-17, 25-21               |
| 15ª giornata - 25 gennaio 2015 PalaValentia, Vibo Valentia           | Callipo          | 3 - 0 | Materdomini       | 25-18, 25-21, 25-22               |
| 16ª giornata - 1º febbraio 2015 PalaSassi, Matera                    | Matera Bulls     | 1 - 3 | Callipo           | 25-22, 24-26, 19-25, 11-25        |
| 17ª giornata - 15 febbraio 2015 PalaValentia, Vibo Valentia          | Callipo          | 3 - 1 | Tricolore         | 20-25, 25-13, 25-19, 27-25        |
| 18ª giornata - 22 febbraio 2015 PalaPolsinelli, Sora                 | Argos            | 3 - 2 | Callipo           | 23-25, 25-21, 21-25, 25-19, 15-11 |
| 19ª giornata - 1º marzo 2015 PalaValentia, Vibo Valentia             | Callipo          | 3 - 2 | Alessano          | 25-21, 28-26, 21-25, 22-25, 19-17 |
| 20ª giornata - 8 marzo 2015 PalaPrincipi, Potenza Picena             | Potentino        | 3 - 2 | Callipo           | 25-23, 25-23, 23-25, 20-25, 15-10 |
| 21ª giornata - 15 marzo 2015 PalaParini, Cantù                       | Libertas Brianza | 3 - 2 | Callipo           | 19-25, 25-22, 25-22, 18-25, 15-9  |
| 22ª giornata - 22 marzo 2015 PalaValentia, Vibo Valentia             | Callipo          | 3 - 0 | Corigliano Volley | 25-20, 25-19, 25-18               |

#### Play-off promozione
| Quarti di finale (gara 1) - 29 marzo 2015 PalaPrincipi, Potenza Picena | Potentino | 3 - 0 | Callipo   | 27-25, 25-21, 25-16        |
| Quarti di finale (gara 2) - 5 aprile 2015 PalaValentia, Vibo Valentia  | Callipo   | 1 - 3 | Potentino | 25-17, 23-25, 14-25, 17-25 |

### Coppa Italia di Serie A2

#### Fase a eliminazione diretta
| Quarti di finale - 6 gennaio 2015 PalaPolsinelli, Sora | Argos           | 2 - 3 | Callipo | 25-23, 25-14, 22-25, 16-25, 13-15 |
| Semifinali - 7 febbraio 2015 PalaTricalle, Chieti      | Impavida Ortona | 1 - 3 | Callipo | 18-25, 25-18, 20-25, 22-25        |
| Finale - 8 febbraio 2015 PalaTricalle, Chieti          | Potentino       | 2 - 3 | Callipo | 23-25, 25-23, 25-20, 21-25, 14-16 |

## Statistiche

### Statistiche di squadra
| Competizione             | Punti | In casa | In casa | In casa | In trasferta | In trasferta | In trasferta | Totale | Totale | Totale |
| Competizione             | Punti | G       | V       | P       | G            | V            | P            | G      | V      | P      |
| ------------------------ | ----- | ------- | ------- | ------- | ------------ | ------------ | ------------ | ------ | ------ | ------ |
| Serie A2                 | 38    | 12      | 7       | 5       | 12           | 5            | 7            | 24     | 12     | 12     |
| Coppa Italia di Serie A2 | -     | -       | -       | -       | 1            | 1            | 1            | 3      | 3      | 0      |
| Totale                   | -     | 12      | 7       | 5       | 13           | 6            | 7            | 27     | 15     | 12     |

G = partite giocate; V = partite vinte; P = partite perse

### Statistiche dei giocatori
| Giocatore      | Serie A2 | Serie A2 | Serie A2 | Serie A2 | Serie A2 | Coppa Italia di Serie A2 | Coppa Italia di Serie A2 | Coppa Italia di Serie A2 | Coppa Italia di Serie A2 | Coppa Italia di Serie A2 | Totale | Totale | Totale | Totale | Totale |
| Giocatore      | P        | PT       | AV       | MV       | BV       | P                        | PT                       | AV                       | MV                       | BV                       | P      | PT     | AV     | MV     | BV     |
| -------------- | -------- | -------- | -------- | -------- | -------- | ------------------------ | ------------------------ | ------------------------ | ------------------------ | ------------------------ | ------ | ------ | ------ | ------ | ------ |
| A. Cesarini    | 24       | -        | -        | -        | -        | 3                        | -                        | -                        | -                        | -                        | 27     | -      | -      | -      | -      |
| G. Feroleto    | 14       | 0        | 0        | 0        | 0        | 0                        | 0                        | 0                        | 0                        | 0                        | 14     | 0      | 0      | 0      | 0      |
| M. Forni       | 20       | 166      | 90       | 61       | 15       | 3                        | 45                       | 14                       | 17                       | 4                        | 23     | 211    | 104    | 78     | 19     |
| M. Gavotto     | 24       | 432      | 385      | 20       | 27       | 3                        | 35                       | 32                       | 2                        | 1                        | 27     | 467    | 417    | 22     | 28     |
| B. Janeczek    | 2        | 5        | 5        | 0        | 0        | -                        | -                        | -                        | -                        | -                        | 2      | 5      | 5      | 0      | 0      |
| S. Korniienko  | 14       | 48       | 35       | 8        | 5        | 1                        | 9                        | 5                        | 3                        | 1                        | 15     | 57     | 40     | 11     | 6      |
| V. Koržeņevičs | 7        | 4        | 2        | 2        | 0        | -                        | -                        | -                        | -                        | -                        | 7      | 4      | 2      | 2      | 0      |
| M. Marchiani   | 20       | 7        | 1        | 2        | 4        | 3                        | 3                        | 1                        | 0                        | 2                        | 23     | 10     | 2      | 2      | 6      |
| L. Medić       | 8        | 10       | 10       | 0        | 0        | 3                        | 8                        | 8                        | 0                        | 0                        | 11     | 18     | 18     | 0      | 0      |
| A. Paoli       | 10       | 45       | 24       | 18       | 3        | 2                        | 2                        | 1                        | 0                        | 1                        | 12     | 47     | 25     | 18     | 4      |
| L. Presta      | 24       | 179      | 106      | 55       | 18       | 3                        | 22                       | 13                       | 7                        | 2                        | 27     | 201    | 119    | 62     | 20     |
| S. Sardanelli  | 9        | 1        | 1        | -        | -        | 0                        | -                        | -                        | -                        | -                        | 9      | 1      | 1      | -      | -      |
| G. Sintini     | 24       | 70       | 26       | 38       | 6        | 3                        | 17                       | 6                        | 9                        | 2                        | 27     | 87     | 32     | 47     | 8      |
| F. Vedovotto   | 23       | 303      | 245      | 30       | 28       | 3                        | 54                       | 43                       | 5                        | 6                        | 26     | 357    | 288    | 35     | 34     |
| B. Zanuto      | 24       | 285      | 247      | 28       | 10       | 3                        | 34                       | 31                       | 3                        | 0                        | 27     | 319    | 278    | 31     | 10     |

P = presenze; PT = punti totali; AV = attacchi vincenti; MV = muri vincenti; BV = battute vincenti